# Malte Steinbrink
Malte Steinbrink (* 19. April 1971 in Kiel; † 4. Mai 2023 in Passau) war ein deutscher Geograph und Hochschullehrer.

## Leben
Malte Steinbrink studierte Geographie, Soziologie, Betriebswirtschaftslehre und Psychologie an den Universitäten Kassel und Osnabrück. Nach einer Beratertätigkeit für die GIZ in Sambia war er wissenschaftlicher Mitarbeiter an den Universitäten Potsdam, Bayreuth und Osnabrück, wo er 2008 promovierte. Er war Mitglied des Instituts für Migrationsforschung und Interkulturelle Studien (IMIS) sowie Senior Research Fellow an der School of Tourism and Hospitality, University of Johannesburg. 2015 erlangte Steinbrink mit seiner Habilitation die venia legendi für Geographie. Nach einer Professurvertretung in Potsdam und einer Gastprofessur an der Universität Wien folgte er 2018 dem Ruf auf den Lehrstuhl für Anthropogeographie der Universität Passau.
Die Forschungsinteressen des Sozial- und Kulturgeographen umfassten die geographische Entwicklungs- und Mobilitätsforschung (insbesondere Migration und Translokalität) mit dem besonderen Fokus auf soziale Ungleichheiten und Stadtentwicklungsprozesse in Ländern des Globalen Südens. Die geographische Wissenschaftsbeobachtung und die Erkenntnismöglichkeiten der Sozialen Netzwerkanalyse bildeten weitere Schwerpunkte seiner Arbeit. Ein regionaler Fokus seiner empirischen Tätigkeiten war das Südliche Afrika.

## Schriften (Auswahl)
- mit Manfred Rolfes und Christina Uhl: Townships as attraction. An empirical study of township tourism in Cape Town. Potsdam 2009, ISBN 978-3-940793-79-9.
- Leben zwischen Land und Stadt. Migration, Translokalität und Verwundbarkeit in Südafrika. Wiesbaden 2009, ISBN 978-3-531-16329-1.
- mit Christoph Haferburg: Megaevent und Stadtentwicklung im Globalen Süden. Die WM 2010 und ihre Impulse für Südafrika. Frankfurt a. M. 2010. ISBN 978-3-86099-645-4.
- mit Fabian Frenzel und Ko Koens: Slum Tourism - Poverty, Power and Ethics. London [u. a.] 2012. ISBN 978-0-415-69878-8.
- mit Jan-Berent Schmidt und Philipp Aufenvenne: Soziale Netzwerkanalyse für HumangeographInnen. Einführung in UCINET und NetDraw in fünf Schritten. Potsdam 2013, ISBN 978-3-86956-244-5.
- mit Michael Buning, Martin Legant, Berenike Schauwinhold, Tore Süßenguth: Touring Katutura! Poverty, Tourism and Poverty Tourism in Windhoek, Namibia. Potsdam 2016, ISBN 978-3-86956-384-8.
- mit Hannah Niedenführ: Afrika in Bewegung. Translokale Livelihoods und ländliche Entwicklung in Subsahara-Afrika. Bielefeld 2017, ISBN 3-8376-3833-2.
- mit Hannah Niedenführ: Africa on the Move. Migration, Translocal Livelihoods and Rural Development in Sub-Saharan Africa. Berlin/Heidelberg 2020. ISBN 3-03022840-1; ISBN 978-3-03022840-8